# Фармагін
Фармагін (перс. فرمهين, також романізоване як Farmahīn) — місто та столиця округу Фарахан, провінція Марказі, Іран. За даними перепису 2006 року, його населення становило 3566 осіб, що проживали у складі 1072 сімей.